# Focke-Achgelis Fa 223
Focke-Achgelis Fa 223 Drache - "Zmaj" je bil helikopter s transverznimi rotorji, ki so ga razvili Nemci med 2. Svetovno vojno. Oba trikraka rotorja je poganjal 9-valjni Bramo 323 zvezdasti motor s 1000 konjskimi silami. Fa 223 je bil prvi serijsko proizvajani helikopter, vendar so zaradi zavezniškega bombardiranja tovarne zgradili samo 20 helikopterjev.
Fa 223 je imel potovalno hitrost 175 km/h. Lahko se je dvignil do višine 7100 metrov. Tovorna sposoobnost Drache-ja je bila 1000 kilogramov. 

## Tehnične specifikacije (Fa 223E)
Splošne značilnosti
- Posadka: 2
- Dolžina: 12,25 m (40 ft 2 in) dolžina trupa
- Razpon kril: 24,50 m (80 ft 5 in) čez rotorje
- Višina: 4,36 m (14 ft 4 in)
- Teža praznega letala: 3.180 kg (7.011 lb)
- Bruto teža: 3.860 kg (8.510 lb)
- Maks. vzletna teža: 4.315 kg (9.513 lb)
- Kapaciteta goriva: 490 L (108 Imp Gal) notranji + 300 L (66 Imp gal) zunanji rezervoar
- Pogon letala: 1 × BMW Bramo 323D-2 9 valjni zvezdasti motor, 750 kW (1.000 hp)   vzlet
- Premer glavnega rotorja: 2× 12,00 m (39 ft 4 in)
- Površina glavnega rotorja: 226,00 m2 (2.432,6 sq ft)

Zmogljivost
- Maks. hitrost: 176 km/h (109 mph; 95 kn) na 2000 m (6600 ft)
- Potovalna hitrost: 134 km/h (83 mph; 72 kn) at 2000 m (6600 ft)
- Doseg: 437 km (272 mi; 236 nmi) z notranjim gorivom
- Največji doseg: 700 km (435 mi; 378 nmi) z dodatnim gorivoim
- Trajanje leta: 2 urr 20 min
- Višina leta: 4.875 m (15.994 ft) servisna višina leta
- Hitrost vzpenjanja: 4,1 m/s (800 ft/min) hitrost vzpenjanja 5,6 m/s (1100 ft/min)

Oborožitev

- Strelno orožje: 1 × MG 15
- Bombe: 2× 250 kg (550 lb) bombi ali 2× globinske bombe